# ووچ (شهرستان پوزنانگ)
ووچ (به لاتین: Łódź) یک روستا در لهستان است که در گمینا ستنشو واقع شده‌است. ووچ ۱۹۰ نفر جمعیت دارد.